# 大苗山胡椒
大苗山胡椒（学名：Piper damiaoshanense）是胡椒科胡椒属的植物，为中国的特有植物。分布于中国大陆的广西等地，生长于海拔700米的地区，常生于山坑水旁疏林湿地上。